# Greatest hits volume 1 & 2
Greatest hits volume 1 & 2 is de naam van een dubbelelpee, ook uitgegeven als dubbel-cd, van The Cats uit 1988. De samenstelling van de nummers verschilt tussen de elpees en cd's onderling en verder ook nog tussen de cd die in Nederland en die in België is uitgebracht.
Het verzamelalbum werd na enkele jaren uitgebracht sinds de band in 1985 uit elkaar was gegaan. Het platenlabel dat gebruikt werd is EVA, een merknaam van EMI, de platenmaatschappij die het meeste werk van The Cats heeft geproduceerd.
In Nederland stond het verzamelalbum 15 weken in de Albumlijst en bereikte het nummer 30 als hoogste notering.
In 2002 verscheen een cd van The Cats met een vergelijkbare naam, Greatest hits.

## Elpee (Nederland)
De duur van de nummers is ontleend van andere albums (voornamelijk de Belgische cd hieronder) en kan met deze elpee verschillen.
| Nummer | Naam                                                 | Geschreven door                              | Duur | Opmerkingen |
| ------ | ---------------------------------------------------- | -------------------------------------------- | ---- | ----------- |
| A1     | What a crazy life                                    | Roger Greenaway en Roger Cook                | 2:29 |             |
| A2     | Vive l'amour                                         | Mark Barkan en Vic Millrose                  | 1:56 |             |
| A3     | Sure he's a cat                                      | Roger Greenaway en Roger Cook                | 2:27 |             |
| A4     | Turn around and start again                          | Roger Greenaway en Roger Cook                | 2:57 |             |
| A5     | Times were when                                      | Neil Grimshaw                                | 3:19 |             |
| A6     | Lea                                                  | Arnold Mühren                                | 3:33 |             |
| A7     | Why                                                  | Arnold Mühren                                | 3:55 |             |
| A8     | Scarlet ribbons                                      | Evelyn Danzig en Jack Segal                  | 3:15 |             |
| B1     | Marian                                               | Arnold Mühren                                | 3:42 |             |
| B2     | Magical mystery morning                              | Arnold Mühren                                | 2:34 |             |
| B3     | Where have I been wrong                              | Piet Veerman                                 | 4:11 |             |
| B4     | Don't waste your time                                | Piet Veerman                                 | 2:27 |             |
| B5     | One way wind                                         | Arnold Mühren                                | 3:30 |             |
| B6     | Let's dance                                          | Piet Veerman                                 | 3:18 |             |
| B7     | Vaya con Dios                                        | Larry Russell, Inez James en Buddy Pepper    | 3:19 |             |
| B8     | There has been a time                                | Arnold Mühren                                | 3:47 |             |
| C1     | Let's go together                                    | Piet Veerman en Jaap Schilder                | 3:37 |             |
| C2     | Maribaja                                             | Arnold Mühren                                | 3:06 |             |
| C3     | Rock 'n' roll (I gave you the best years of my life) | Kevin Johnson                                | 4:53 |             |
| C4     | Be my day                                            | Larry Murray                                 | 2:56 |             |
| C5     | Come Sunday                                          | Lane Caudell en Harry Lloyd                  | 2:22 |             |
| C6     | Hard to be friends                                   | Larry Murray                                 | 3:30 |             |
| C7     | Like a Spanish song                                  | Larry Murray                                 | 3:57 |             |
| C8     | We should be together                                | Allen Reynolds                               | 3:01 |             |
| D1     | Save the last dance for me                           | Doc Pomus en Mort Shuman                     | 3:01 |             |
| D2     | Cindy                                                | Peter Reber en Rolf Zuckowski                | 3:35 |             |
| D3     | The end of the show                                  | Cees Veerman                                 | 4:12 |             |
| D4     | La diligence                                         | Jos Cleber, Arnold Mühren en Piet Veerman    | 3:23 |             |
| D5     | Stay in my life                                      | Piet Veerman en Marnec                       | 3:44 |             |
| D6     | Love is a golden ring                                | Frank Miller, Richard Dehr en Terry Gilkyson | 2:48 |             |
| D7     | Lovers don't talk                                    | Fred Bekky en Tony Kolenberg                 | 3:35 |             |
| D8     | She's so in love                                     | Russ Ballard                                 | 3:37 |             |

## CD (Nederland)
De duur van de nummers is ontleend van andere albums (voornamelijk de Belgische cd hieronder) en kan met deze cd verschillen.
| Nummer    | Naam                                                 | Geschreven door                              | Duur | Opmerkingen |
| --------- | ---------------------------------------------------- | -------------------------------------------- | ---- | ----------- |
| CD 1 - 1  | What a crazy life                                    | Roger Greenaway en Roger Cook                | 2:29 |             |
| CD 1 - 2  | Vive l'amour                                         | Mark Barkan en Vic Millrose                  | 1:56 |             |
| CD 1 - 3  | Sure he's a cat                                      | Roger Greenaway en Roger Cook                | 2:27 |             |
| CD 1 - 4  | Turn around and start again                          | Roger Greenaway en Roger Cook                | 2:57 |             |
| CD 1 - 5  | What's the world coming to                           | Roger Greenaway en Roger Cook                | 3:34 |             |
| CD 1 - 6  | Times were when                                      | Neil Grimshaw                                | 3:01 |             |
| CD 1 - 7  | Lea                                                  | Arnold Mühren                                | 3:33 |             |
| CD 1 - 8  | Why                                                  | Arnold Mühren                                | 3:55 |             |
| CD 1 - 9  | Scarlet ribbons                                      | Evelyn Danzig en Jack Segal                  | 3:15 |             |
| CD 1 - 10 | Marian                                               | Arnold Mühren                                | 3:42 |             |
| CD 1 - 11 | Magical mystery morning                              | Arnold Mühren                                | 2:34 |             |
| CD 1 - 12 | Where have I been wrong                              | Piet Veerman                                 | 4:11 |             |
| CD 1 - 13 | Don't waste your time                                | Piet Veerman                                 | 3:27 |             |
| CD 1 - 14 | One way wind                                         | Arnold Mühren                                | 3:30 |             |
| CD 1 - 15 | Let's dance                                          | Piet Veerman                                 | 3:18 |             |
| CD 1 - 16 | Vaya con Dios                                        | Larry Russell - Inez James en Buddy Pepper   | 3:19 |             |
| CD 1 - 17 | There has been a time                                | Arnold Mühren                                | 3:47 |             |
| CD 1 - 18 | Let's go together                                    | Piet Veerman en Jaap Schilder                | 3:37 |             |
| CD 2 - 1  | Maribaja                                             | Arnold Mühren                                | 3:06 |             |
| CD 2 - 2  | Rock 'n' roll (I gave you the best years of my life) | Kevin Johnson                                | 4:53 |             |
| CD 2 - 3  | Be my day                                            | Larry Murray                                 | 2:56 |             |
| CD 2 - 4  | Come Sunday                                          | Lane Caudell en Harry Lloyd                  | 2:22 |             |
| CD 2 - 5  | Hard to be friends                                   | Larry Murray                                 | 3:30 |             |
| CD 2 - 6  | Like a Spanish song                                  | Larry Murray                                 | 2:57 |             |
| CD 2 - 7  | We should be together                                | Allen Reynolds                               | 3:01 |             |
| CD 2 - 8  | Romance                                              | Jules Shear                                  | 3:05 |             |
| CD 2 - 9  | Save the last dance for me                           | Doc Pomus en Mort Shuman                     | 3:01 |             |
| CD 2 - 10 | Cindy                                                | Peter Reber en Rolf Zuckowski                | 3:35 |             |
| CD 2 - 11 | Lucky star                                           | Henk van Broekhoven en Peter de Wijn         | 3:05 |             |
| CD 2 - 12 | She was too young                                    | Cees Veerman                                 | 3:45 |             |
| CD 2 - 13 | The end of the show                                  | Cees Veerman                                 | 4:12 |             |
| CD 2 - 14 | La diligence                                         | Jos Cleber - Arnold Mühren en Piet Veerman   | 3:23 |             |
| CD 2 - 15 | Stay in my life                                      | Piet Veerman en Marnec                       | 3:44 |             |
| CD 2 - 16 | Love is a golden ring                                | Frank Miller, Richard Dehr en Terry Gilkyson | 2:48 |             |
| CD 2 - 17 | Lovers don't talk                                    | Fred Bekky en Tony Kolenberg                 | 3:35 |             |
| CD 2 - 18 | She's so in love                                     | Russ Ballard                                 | 3:37 |             |

## CD (België)
| Nummer    | Naam                                                 | Geschreven door                              | Duur | Opmerkingen |
| --------- | ---------------------------------------------------- | -------------------------------------------- | ---- | ----------- |
| CD 1 - 1  | What a crazy life                                    | Roger Greenaway en Roger Cook                | 2:29 |             |
| CD 1 - 2  | Vive l'amour                                         | Mark Barkan en Vic Millrose                  | 1:56 |             |
| CD 1 - 3  | Sure he's a cat                                      | Roger Greenaway en Roger Cook                | 2:27 |             |
| CD 1 - 4  | Turn around and start again                          | Roger Greenaway en Roger Cook                | 2:57 |             |
| CD 1 - 5  | Times were when                                      | Neil Grimshaw                                | 3:01 |             |
| CD 1 - 6  | Lea                                                  | Arnold Mühren                                | 3:33 |             |
| CD 1 - 7  | Why                                                  | Arnold Mühren                                | 3:55 |             |
| CD 1 - 8  | Scarlet ribbons                                      | Evelyn Danzig en Jack Segal                  | 3:15 |             |
| CD 1 - 9  | Marian                                               | Arnold Mühren                                | 3:42 |             |
| CD 1 - 10 | Magical mystery morning                              | Arnold Mühren                                | 2:34 |             |
| CD 1 - 11 | Where have I been wrong                              | Piet Veerman                                 | 4:11 |             |
| CD 1 - 12 | Don't waste your time                                | Piet Veerman                                 | 2:27 |             |
| CD 1 - 13 | One way wind                                         | Arnold Mühren                                | 3:30 |             |
| CD 1 - 14 | Let's dance                                          | Piet Veerman                                 | 3:18 |             |
| CD 1 - 15 | Vaya con Dios                                        | Larry Russell, Inez James en Buddy Pepper    | 3:19 |             |
| CD 1 - 16 | There has been a time                                | Arnold Mühren                                | 3:47 |             |
| CD 2 - 1  | Let's go together                                    | Piet Veerman en Jaap Schilder                | 3:37 |             |
| CD 2 - 2  | Maribaja                                             | Arnold Mühren                                | 3:06 |             |
| CD 2 - 3  | Rock 'n' roll (I gave you the best years of my life) | Kevin Johnson                                | 4:53 |             |
| CD 2 - 4  | Be my day                                            | Larry Murray                                 | 2:56 |             |
| CD 2 - 5  | Come Sunday                                          | Lane Caudell en Harry Lloyd                  | 2:22 |             |
| CD 2 - 6  | Hard to be friends                                   | Larry Murray                                 | 3:30 |             |
| CD 2 - 7  | Like a Spanish song                                  | Larry Murray                                 | 2:57 |             |
| CD 2 - 8  | We should be together                                | Allen Reynolds                               | 3:01 |             |
| CD 2 - 9  | Save the last dance for me                           | Doc Pomus en Mort Shuman                     | 3:01 |             |
| CD 2 - 10 | Cindy                                                | Peter Reber en Rolf Zuckowski                | 3:35 |             |
| CD 2 - 11 | The end of the show                                  | Cees Veerman                                 | 4:12 |             |
| CD 2 - 12 | La diligence                                         | Jos Cleber, Arnold Mühren en Piet Veerman    | 3:23 |             |
| CD 2 - 13 | Stay in my life                                      | Piet Veerman en Marnec                       | 3:44 |             |
| CD 2 - 14 | Love is a golden ring                                | Frank Miller, Richard Dehr en Terry Gilkyson | 2:48 |             |
| CD 2 - 15 | Lovers don't talk                                    | Fred Bekky en Tony Kolenberg                 | 3:35 |             |
| CD 2 - 16 | She's so in love                                     | Russ Ballard                                 | 3:37 |             |